# 新光酒樓集團

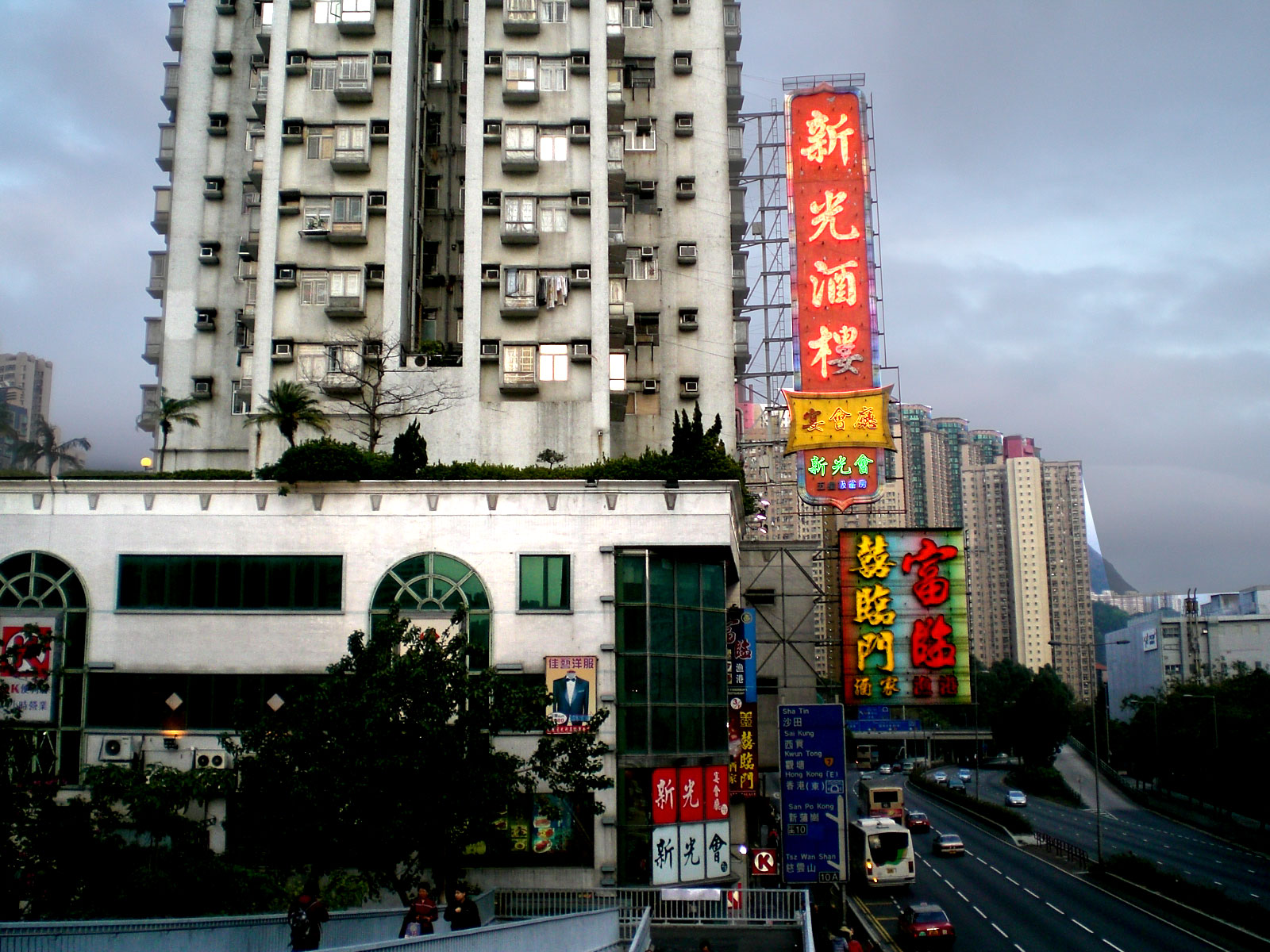
黃大仙龍翔道新光中心，已售予富臨集團

新光酒樓集團（英語：Hsin Kuang Restaurant Group，下稱「新光」）是香港一個中式酒樓集團，創辦人為馮佳、何耀炯、黃光偉、程志偉、胡珠、李國雄、羅景雲等，由於李國雄及羅景雲為香港中華總商會董事之一，故新光多年來為多個附共團體宴會的地方。集團多間分店獨立賬目營運，股權複雜，部份由個人身份作為股東，不以「新光」名義經營。
新光酒樓較大型分店設有「茶皇廳」，以懷舊茶舞吸引顧客，目前仍有「新光宴會廳」及「百樂門星級宴會廳」設有標準舞池。

## 歷史
1980年，程志偉、胡珠、馮佳、黃光偉、何耀炯、李國雄、羅景雲等共七人合資在北角英皇道開設首間「新光酒樓」。因新光戲院為北角地標，故取名「新光酒樓」。其後於香港仔、葵興、沙田、荃灣、旺角、灣仔、何文田、黃大仙、鑽石山、上環、筲箕灣、上葵涌、荃景花園等地開業。
1985-1996年於加拿大多倫多、士嘉堡、密西沙加先後經營四間分店。2000年，引入全聚德。2002年10月1日，開設「鳳城（上環）酒家」。2003年4月，受非典型肺炎肆虐影響，宣佈全線酒樓九折支薪及裁減100名員工，金雪園飯店停業。
2007年，首間「百樂門星級宴會廳」及「肇順名匯河鮮專門店」（後者已結業）於九龍灣Megabox開業。
2014年9月2日新光酒樓集團持有的兩個物業招標，包括黃大仙新光中心，總樓面約9.5萬方呎，意向價約14億元；另一個是葵興新葵興商場，總樓面約5.5萬方呎，意向價約10億元。
2018年2月5日富臨集團向新光酒樓集團以9.06億元購入黃大仙龍翔道120號新光中心地下入口、1至4樓，以及37個車位，以總面積約95,340方呎，折合呎價9,503元。物業1樓全層為停車場，37個車位；2樓和3樓為商場，2樓部分由新光酒樓自用；4樓則曾新光集團寫字樓總部，現為通宵私營健身室24/7 Fitness。

## 重大事件

### 「以薪代假」及「酸菜錢」事件
2000年3月，解僱10名員工，他們的年資由9年至19年，月薪由7,000元至13,000元不等。其後員工入稟勞資審裁處，向資方追討40多萬元的休息日工作薪金及10多萬元酸菜錢，勞資審裁處判員工勝訴。新光酒樓不服判決提出上訴，代表灣仔新光酒樓的資深大律師余若薇早前陳詞稱，《僱傭條例》雖定明員工每星期最少享有一天休息，但法例第20條亦明文規定在僱主及僱員雙方同意下，僱員可在休息日為僱主工作，「以薪代假」不能視為違反《僱傭條例》。
2002年5月28日，高等法院上訴庭昨就上訴案作出書面裁決，由朱芬齡、胡國興及張澤祐三位法官審理。胡國興法官指出，據《僱傭條例》第20條規定，僱員及僱主同意下，僱員可在休息日為僱主工作。但第70條亦明文規定僱傭合約任何條款，如看來使《僱傭條例》賦予的任何權利、利益或保障減少，即屬無效。新光敗訴的關鍵在於合約沒有給予員工選擇權。新光的合約中，硬性規定員工每個月4日假期只能放假2天，有2日會以薪酬代替。胡國興及朱芬齡皆指出，這條文顯示員工若未得僱主同意而在需要工作的假日休息，便可當違約論，剝奪員工「選擇不在這兩天休息日工作的自由和權利」，故駁回新光的上訴。至於俗稱「下欄」的酸菜錢爭議，胡官指該收費納入顧客的帳單錢內，並需支付加一服務費，而僱主亦攤分酸菜錢利益，所以裁定酸菜錢為工資一部分，應納入遣散費計算內。

### 灣仔新光酒樓結業事件
2003年1月18日，位於灣仔華潤大廈因自2002年3月起拖欠租金509萬多元，被業主華潤集團入稟香港高等法院追討欠租及收回店舖。案件涉及3樓灣仔新光酒樓，4樓全聚德，5樓金雪園飯店，三者皆為新光集團屬下酒樓。
2003年6月1日，灣仔新光酒樓結業，並將店內名貴海味海鮮，包括魚翅、鮑魚、龍躉，以及桌椅、燈飾等資產搬至四樓全聚德。共拖欠160員工500萬遣散費、代通知金及假期薪金，由勞工處協助員工安排申請破產欠薪基金。
6月2日，50名受影響之員工中午到黃大仙新光酒樓抗議。
6月4日，勞資雙方達成協議，遣散費50,000元以下全數支付，50,000元以上則八折支付，另加8,000元，100,000元以上則七五折支付。並於黃大仙新光酒樓設八席「和頭酒」，於下月上環新店開業優先八折薪金聘請舊員工。

## 旗下業務
- 新光宴會廳
  - 沙田富豪花園商場[1]
- 新港酒樓
  - 北角馬寶道馬寶學林[2]
- 新港宴會廳
  - 香港仔南寧街ac[3]
  - 葵涌和宜合道雍雅軒[4]
- 百樂門宴會廳
  - 香港仔南寧街ac[5]
- 百樂門國際宴會廳
  - 九龍灣宏天廣場[6]
- 百樂門囍宴
  - 荔枝角美孚新邨萬事達廣場[7]
  - 將軍澳彩明商場[8]
- 百樂金宴
  - 黃大仙黃大仙中心北館[9]
- 煌宴
  - 火炭銀禧薈[10]
  - 將軍澳新都城[11]
  - 荃灣大鴻輝（荃灣）中心[12]
  - 葵涌葵興邨葵興商場[13]
- 新光潮州菜館
  - 灣仔駱克道華發大廈[14]
- 金鑽囍宴
- 鳳城酒家飲食集團
- 新光酒樓夜總會（已結業）
- 金稻餐廳（已結業）
- 金稻海鮮酒家（已結業）
- 金聚德海鮮酒家（已結業）
- 金雪園飯店（已結業）
- 新王朝觀景酒家（已結業）
- 金皇朝海鮮酒家（已結業）
- 客家三代酒家（已結業）
- 江海漁村酒家（已結業）
- 肇順名匯河鮮專門店（已結業）
- 滬品飯店（已結業）
- 粵順河鮮酒家（已結業）
- 鑽石山龍蟠苑新光宴會廳（已結業）[15]
- 新蒲崗越秀廣場新光宴會廳（已結業）[16]
- 新光燒臘茶餐廳（已結業）[17]

### 特許經營
- 全聚德烤鴨店

## 外部參考
- 新光酒樓集團官方網站 （页面存档备份，存于）
- 鳳城酒家飲食集團官方網站
- 百樂門星級宴會廳官方網站
- 新光潮州菜館

1. ↑  .   [2024-04-27]. （原始内容存档于2016-06-29）.
2. ↑  .   [2024-04-27]. （原始内容存档于2024-04-27）.
3. ↑  香港仔新港宴會廳
4. ↑  .   [2024-04-27]. （原始内容存档于2024-04-27）.
5. ↑  香港仔百樂門宴會廳
6. ↑  九龍灣百樂金宴國際宴會廳
7. ↑  .   [2024-04-27]. （原始内容存档于2024-04-27）.
8. ↑  將軍澳百樂門囍宴
9. ↑  黃大仙百樂金宴
10. ↑  .   [2024-04-27]. （原始内容存档于2024-04-27）.
11. ↑  將軍澳煌宴酒家
12. ↑  .   [2024-04-27]. （原始内容存档于2024-04-27）.
13. ↑  葵涌煌宴酒家
14. ↑  .   [2024-04-27]. （原始内容存档于2016-08-12）.
15. ↑  鑽石山新光宴會廳
16. ↑  新蒲崗新光宴會廳
17. ↑  .   [2024-04-27]. （原始内容存档于2016-11-12）.